# Polysphaeria braunii
Polysphaeria braunii är en måreväxtart som beskrevs av Kurt Krause. Polysphaeria braunii ingår i släktet Polysphaeria och familjen måreväxter.
Artens utbredningsområde är Tanzania. Inga underarter finns listade i Catalogue of Life.